# کریستینا کلیبه
کریستینا کلیبه (انگلیسی: Kristina Klebe؛ زادهٔ ۱۸ ژوئن ۱۹۷۹) هنرپیشه، تهیه‌کننده، کارگردان، نویسنده اهل ایالات متحده آمریکا است. وی از سال ۲۰۰۴ میلادی تا کنون مشغول فعالیت بوده‌است.
از فیلم‌ها یا برنامه‌های تلویزیونی که وی در آن نقش داشته‌است می‌توان به ان‌سی‌آی‌اس، او از من متنفر است، شوهر تصادفی، هذیان‌گو و هالووین اشاره کرد.